# Oranjerivier-Afrikaans
Oranjerivier-Afrikaans is een Afrikaans dialect dat wordt gesproken rondom de Oranje, noordwesten van Zuid-Afrika en het zuiden van Namibië. Het dialect is ontstaan door de contacten tussen Nederlandse kolonisten en de Khoenkhoens (Hottentotten). In de 19e eeuw zorgde deze vorm van het Afrikaans/Nederlands dat verschillende Khoenkhoenstalen werden verdrongen.
- Nederlands
  - Afrikaans
    - Oranjerivier-Afrikaans

Enkele kenmerken zijn de meervoudsvorm goed (Ma-goed, meneergoed) en de klanken kjerk en gjeld. Ook zijn er verschillende vormen van -se om het bezit aan te duiden (Ons se ma). Andere dialecten zijn Oorlangs, Oostgrens-Afrikaans en Kaaps-Afrikaans.